# Samatya

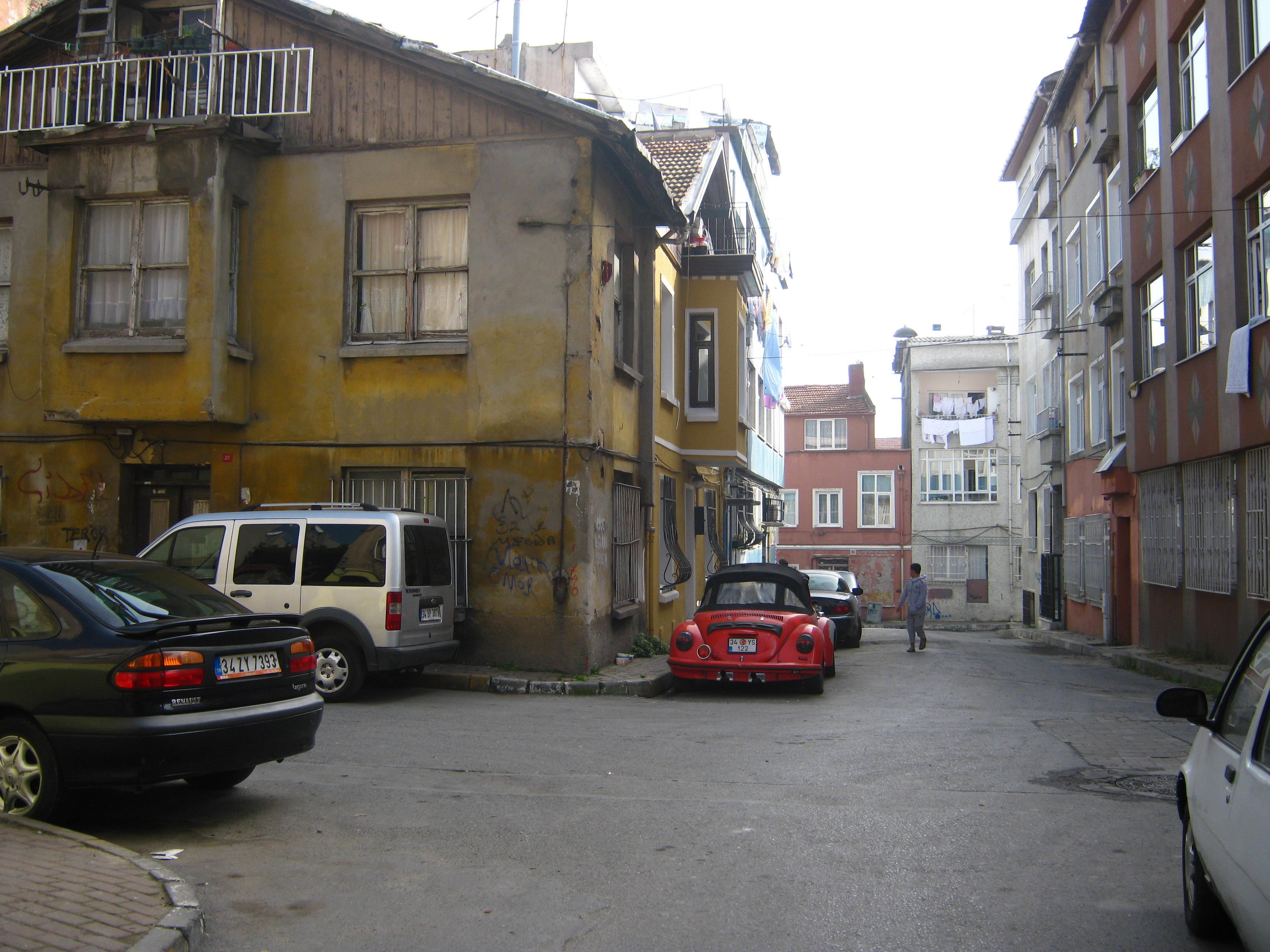
Vista de una calle de Samatya

Samatya (en griego: Ψαμάθεια, pr. Psamatheia) es un barrio del distrito de Fatih en Estambul. Se encuentra localizado a lo largo del litoral del mar de Mármara y al oeste colinda con el barrio de Yedikule —«el castillo de las siete torres»—. El nombre proviene de la palabra griega Ψαμάθιον que significa «arenoso», debido a la gran cantidad de arena que se puede encontrar. El barrio fue destruido en 1782 por uno de los incendios más grandes que han sucedido en Estambul.
Hasta tiempos recientes, Samatya estaba mayoritariamente habitado por armenios, quienes fueron ubicados ahí en 1458 por el sultán Mehmet II, que tienen en este barrio la iglesia armenia de Surp Kevork, también llamada Sulu Manastiri —Monasterio del agua—, que anteriormente fue una iglesia ortodoxa cuyo origen se remonta a antes de la conquista otomana; y por griegos, que tienen en la vecindad las iglesias de Hristos Analipsis y Haghios Menas.
En Samatya está ubicada la estación Kocamustafapaşa de la línea de tren suburbano Sirkeci-Halkalı. Uno de los más pintorescos mercados de pescado de Estambul está situado en el barrio, justo enfrente de la estación de tren. Samatya también es uno de los lugares favorito para los directores turcos. Uno de los más famosos programas de la televisión turca, Ikinci Bahar, así como Üç maymun de Nuri Bilge Ceylan, fueron filmados en Samatya.